# Ускорение (роман)
„Ускорение“ е научнофантастичен роман от канадския писател Робърт Уилсън. Произведението е носител на награда Хюго за най-добър роман за 2006 г.
През 2007 г. Уилсън издава „Axis“, което е първото от планираните 2 продължения.

## Сюжет
Внимание:  Текстът по-долу разкрива сюжета на произведението (или части от него)!
Земята в настоящето. Една вечер Тайлър Дюпри и близнаците Даян и Джейсън Лоутън наблюдават как звездите изчезват, а на следващото утро, вместо Слънцето, изгрява негов заместител – над планетата е поставена преграда, която изолира Земята от останалото пространство. Изпратените изследователски сонди разкриват и друго – времето отвъд преградата тече в пъти по-бързо. Всеки по различен начин възприема и преодолява ускорението – Тайлър става лекар, Джейсън – учен, а Даян се обръща към религията. Разликата във времето дава възможност на хората бързо да колонизират Марс, само за да установят, че и върху колониалната планета вече има преграда.

## Издания на български език
- „Ускорение“ – изд. Бард, 2006 г.
книжка 134 от поредицата „Избрана световна фантастика“